# Soul (película)
Soul es una película animada estadounidense de aventura, drama y comedia dirigida por Pete Docter y producida por Pixar Animation Studios. Narra la historia de un profesor de música que sufre un accidente antes de poder cumplir su sueño de convertirse en un reconocido exponente del jazz, por lo que debe embarcarse en un viaje al más allá para volver a la vida. Cuenta con las voces de Jamie Foxx, Tina Fey, Graham Norton, Questlove, Phylicia Rashad y Angela Bassett. Tuvo su estreno el 11 de octubre de 2020 en el Festival de Cine de Londres y tenía un lanzamiento en cines previsto para junio de 2020, pero, a causa de la pandemia de COVID-19, fue lanzada en Disney+ el 25 de diciembre de 2020; aquellos países donde no estuviese disponible la plataforma, vieron un estreno en cines a partir de la misma fecha.
Soul fue aclamada por parte de la crítica, quienes alabaron la animación, la banda sonora, las actuaciones de voz y la representación, con varios expertos considerándola uno de los mejores trabajos del estudio, así como su película más orientada a un público adulto. En el sitio web Rotten Tomatoes tuvo una aprobación del 95%, mientras que en Metacritic sumó 83 puntos de 100. Comercialmente recaudó 117 millones de dólares en taquilla. Además, fue incluida en las listas de las diez mejores películas de 2020 por el American Film Institute y la National Board of Review, y, según Metacritic, Soul fue la mejor película animada del 2020 y decimosexta en general.
Con más de 60 galardones recibidos, fue la segunda película más premiada de la temporada de premios de 2021, solo superada por Nomadland (2020). Entre sus reconocimientos, ganó el Óscar a mejor película animada y a mejor banda sonora. También se alzó con siete galardones en los Annie Awards, entre ellos mejor película animada, así como con tres premios en la ceremonia inaugural de los Critics' Choice Super Awards, con dos en los Golden Globe Awards y los BAFTA y con uno en los Critics' Choice Awards.

## Reparto
- Jamie Foxx como Joe Gardner, un profesor de música jazz de escuela secundaria.[8]
- Tina Fey como 22
- Graham Norton como Moonwind
- Rachel House como Terry
- Alice Braga y Richard Ayoade como Jerry
- Phylicia Rashad como Libba Gardner
- Donnell Rawlings como Dez
- Questlove como Curley
- Angela Bassett como Dorothea Williams
- Daveed Diggs como Paul
- Cora Champommier como Connie

## Producción

### Desarrollo
A principios de 2016, se anunció que Pete Docter estaba trabajando en una nueva película. En junio de 2018, se anunció que Docter planeaba completar su película a pesar de ser el director creativo de Pixar después de la partida de John Lasseter. En junio de 2019, Pixar anunció en Twitter una nueva película titulada Soul, con un argumento sobre un viaje cósmico a través de la ciudad de Nueva York, con la dirección de Docter y la producción de Dana Murray. Originalmente, el protagonista iba a ser un científico, pero Pixar decidió basar la historia en un músico ya que quería una profesión a la que la mayoría de la audiencia pudiese aspirar y comentaron que «la vida de un científico no se siente tan natural y pura como la de un músico». Docter describió la cinta como «una exploración de "¿dónde debería estar mi enfoque?" y cuáles son las cosas que, al final del día, serán realmente importantes y te harán mirar atrás y pensar "¿pasé tanto de mi valioso tiempo en la Tierra preocupándome o enfocándome en eso?"». Docter comentó que, una vez que se decidió que el protagonista fuera un músico de jazz, los productores tomaron la decisión de hacerlo afroamericano ya que pensaron que tendría mucho sentido debido a que dicha población ha sido comúnmente relacionada con ese género de música a lo largo de la historia. Tras ello, Pixar ascendió a Kemp Powers a codirector de la cinta, lo que lo convertía en el primer afroamericano en codirigir una producción de Pixar. Muchos de los aspectos de la vida del protagonista fueron directamente sacados de las experiencias de Powers como guionista afroamericano en la industria. Asimismo, Docter y Powers consultaron con frecuencia a varios músicos afroamericanos empleados de Pixar como Herbie Hancock, Terri Lyne Carrington y Jon Batiste, así como a los miembros del elenco Questlove y Daveed Diggs.

### Casting
El 24 de agosto de 2019, se reveló que Jamie Foxx, Tina Fey, Questlove, Phylicia Rashad y Daveed Diggs serían parte del elenco principal. En marzo de 2020, fue confirmada la participación de Angela Bassett, en abril la de John Ratzenberger, en mayo la de Richard Ayoade y en octubre la de Graham Norton, Peter Sohn.

### Animación
El equipo de animación expresó que las almas serían representadas como seres «vaporosos» o «etéreos», pero no físicos, basando sus ideas en las definiciones de distintas religiones y culturas. Docter explicó que fue «un gran reto, ya que hemos usado juguetes, autos y otras cosas que son mucho más sustanciales y fáciles de referenciar». Murray, por su parte, añadió que varios artistas ayudaron a crear el diseño de las almas dando sugerencias y opiniones de cómo deberían lucir basados en su percepción espiritual. Además, los animadores tuvieron que crear «una técnica de dibujo sin precedentes» para completar las representaciones dentro de la cinta. De acuerdo con Powers, los animadores utilizaron los cambios de iluminación para indicar que también había personas de otras razas en el más allá y varias de las secuencias musicales fueron inspiradas en actuaciones en vivo de Jon Batiste. El cinematógrafo Bradford Young trabajó como consultor de iluminación.

### Música
El 24 de octubre de 2019, se reveló que Trent Reznor y Atticus Ross serían los encargados de la banda sonora de la película, mientras que Jon Batiste escribiría algunas canciones originales. Batiste comentó que compuso canciones de jazz que «se sintieran auténticas, pero que a su vez fueran disfrutables para todas las edades» y trabajó en conjunto con Reznor y Ross para conectar la Tierra con el Más Allá a través de los temas. Asimismo, Cody Chesnutt escribió, produjo e interpretó un tema original para la cinta titulado «Parting Ways».
La versión japonesa utiliza una interpretación de jazz de "Kiseki Wo Nozomu Nara" de JUJU para el tema final de la película.

## Estreno
La película tenía su estreno programado en el Festival de Cine de Cannes para mayo de 2020, pero finalmente no estrenó tras la cancelación del evento por la pandemia de COVID-19. En consecuencia, fue estrenada el 11 de octubre de 2020 en el Festival de Cine de Londres. También fue proyectada el 15 de octubre del mismo año en el Festival de Cine de Roma.
El estreno de Soul en cines estaba originalmente programado para el 19 de junio de 2020, pero debió ser pospuesto al 20 de noviembre del mismo año a causa del cierre de los cines por la pandemia de COVID-19. En septiembre, la revista Variety reportó que Walt Disney Pictures estaba considerando lanzarla en Disney+ debido a la situación con la pandemia. Al mes siguiente, se confirmó que, en efecto, Soul sería estrenada el 25 de diciembre de 2020 a nivel mundial exclusivamente en Disney+. La película podría ser vista de manera gratuita por cualquiera que estuviera suscrito al servicio, a diferencia de como se hizo con Mulan (2020), para la cual se debió pagar un precio adicional para poder verla. De esta forma, Soul se convirtió en la primera película producida por Pixar en no ser lanzada en cines.
La Unión Internacional de Cines (UNIC) presentó una serie de quejas ante Disney tras la decisión de no lanzar la película en los cines de Europa, en donde las medidas de seguridad para el COVID-19 habían resultado ser exitosas. Los dueños de los diferentes cines a lo largo del continente expresaron estar «sorprendidos y desilusionados» por la decisión, ya que se habían invertido grandes sumas de dinero en seguridad y estaban a la espera de grandes lanzamientos que pudieran atraer de nuevo a clientes en masa. La decisión también generó descontento por el hecho de que Disney+ aún no estaba disponible en todos los países del continente y Soul ya había sido proyectada en varios de sus festivales de cine, entre estos los de Londres (Reino Unido) y Roma (Italia).

## Recepción

### Recibimiento comercial
Soul recaudó $117 240 270 en taquilla.
Al haberse lanzado mayormente en Disney+, Soul fue proyectada únicamente en los cines de diez países y recaudó 7.6 millones de dólares durante su primer fin de semana, de los cuales 5.5 millones pertenecieron a China, 800 mil a Taiwán, 400 mil a Arabia Saudita y 200 mil a los Emiratos Árabes Unidos. En su segundo fin de semana, la película recaudó 13.8 millones en China, más del doble que en su debut.
Por otra parte, a pesar de haber sido lanzada finalizando el mes, Soul fue la película más vista en diciembre de 2020 en Disney+ y segunda en cualquier servicio de vídeo bajo demanda, con una cuota de 27%. Asimismo, fue el segundo título más visto en Disney+, siendo ligeramente superado por la serie The Mandalorian.

### Comentarios de la crítica
Soul recibió aclamación por parte de la crítica, quienes elogiaron aspectos como la animación, la banda sonora y la representación de sus escenarios y personajes. De igual forma, fue considerada como la película de Pixar más orientada a un público adulto, así como una de las mejores del estudio. En el sitio Rotten Tomatoes tuvo un índice de aprobación del 95% sobre la base de 352 reseñas profesionales, con una puntuación promedio de 8.3 sobre 10. El consenso crítico fue: «Una película que es tan hermosa que debe ser contemplada y apreciada por igual, Soul demuestra que el poder de Pixar de entregar entretenimiento sobresaliente para todas las edades sigue intacto». Asimismo, en Metacritic sumó 83 puntos de 100 basado en 55 reseñas, denotando «aclamación universal». De acuerdo con Metacritic, Soul fue la mejor película animada de 2020 y la decimosexta cinta en general, basado en una recopilación de las listas de fin de año de más de cien medios, entre estas sitios web, revistas y comunidades.
Kaleem Aftab de IndieWire consideró a Soul como «una aventura cautivadora, parecida a algunas de las mejores composiciones de jazz, que combina lo tradicional con una dirección inesperada, de modo que incluso el inevitable final se siente bien, sin duda una de las mejores cintas del estudio en años». Joe Utichi de Deadline Hollywood consideró que: «Es un sólido regreso al antiguo Pixar, lleno de grandes ideas y una ejecución original, así como una declaración por parte de Pete Docter hacia Pixar de que debe alejarse de las secuelas y volver a crear contenido original. Se pierde por ratos, pero se mantiene cargada de emoción y de genuina curiosidad. En resumen, tiene alma». Wendy Ide de Screen Daily la describió como «visualmente gloriosa, con frecuencia muy divertida y genuinamente profunda». Robbie Collin de The Telegraph le dio una calificación perfecta de cinco estrellas y aseguró: «De todas las películas que no han sido lanzadas en cines por la pandemia de COVID-19, Soul es sin duda la que más duele, pero incluso en la pantalla más pequeña, es hermosa, cálida y llena de ambición». Clarisse Loughrey de The Independent también le dio una calificación perfecta de cinco estrellas y dijo: «Los niños se reirán y los adultos llorarán a más no poder. Con belleza, humor y corazón, este es Pixar en su mejor momento».
Jason Solomons de TheWrap sostuvo que «Soul es quizá la película más ambiciosa jamás hecha por Disney y aun así deja que sus coloridos planos y sutil música vayan de la mano con una historia que conecta de inmediato a pesar de lo confuso de su concepto. Hay muchas cosas por disfrutar en la cinta». Leslie Felperin de The Hollywood Reporter comentó: «Es una lástima que no se pueda lanzar en cines, pues Soul sin dudas se beneficiaría de las grandes pantallas y elaborados equipos de sonido, que enviarían al público aún más adentro de este fantástico e interesante mundo». Alex Godfrey de la revista Empire la calificó con tres estrellas de cinco y afirmó que: «Aunque no ofrece tanta emoción como promete y sus ideas no cierran completamente, Soul es sin lugar a dudas un espectacular y apasionante viaje existencial lleno de sorpresas». Nicholas Barber de BBC la calificó con cuatro estrellas de cinco y escribió que:

«Mientras más la piensas, más confusa parece ser Soul, pero qué hermosa confusión es. Puede que no resulte totalmente satisfactoria, pero es sobresaliente en su ambición, cuidada animación y desarrollo y afecto por sus personajes y universo. Y será citada por innumerables artículos científicos por ser visualmente tan grande y con conceptos abstractos, como Inside Out. Al final no termina de concretarse, pero si tu objetivo es la clave de la vida, el universo y todo el jazz, no puedes llegar más allá de eso».

Hannah Woodhead de la revista Little White Lies afirmó que: «Si Coco lidia con el más allá y dejar ir, Soul es sobre aferrarse a lo que tienes y celebrar la vida. La historia se siente fresca y divertida mientras mantiene la chispa de Pixar, y así como todos sus filmes tienen un mensaje fundamentalmente valioso, este también lo tiene. Es fácilmente la mejor película de Pixar desde Inside Out (2015)». Ian Sandwell de Digital Spy la calificó con tres estrellas de cinco y mencionó que: «Soul podrá no ser tan exitosa como las películas anteriores de Docter, pero incluso con sus fallas, el que haya sido movida a Disney+ la convierte automáticamente en la mejor película del servicio hasta ahora, pese a que desearás haberla visto en una gran pantalla. La historia es profunda, innovadora y a menudo una divertida perspectiva de lo que significa estar vivo». Charlotte O'Sullivan de Evening Standard le dio una calificación perfecta de cinco estrellas y aseguró que «a pesar de que tiene todos los elementos de Pixar, no es como nada que hayamos visto antes», además de alabar el guion, la animación y la inclusión del jazz.

### Reconocimientos
De acuerdo con una recopilación hecha por Rotten Tomatoes, Soul ganó más de 53 reconocimientos y fue la segunda película más premiada durante la temporada de premios de 2020-2021, solo superada por Nomadland (2020). Fue incluida en la lista de las diez mejores películas del 2020 por el American Film Institute y la National Board of Review, siendo la primera película animada en figurar en ambas listas desde Inside Out (2015). Asimismo, fue nombrada la mejor película animada por la Alianza de Mujeres Periodistas de Cine y por las asociaciones de críticos de Dallas-Fort Worth, Denver, Nueva York, Phoenix, entre otras. El 10 de enero de 2021, ganó el premio a mejor película animada y también a mejor actor (Jamie Foxx) y actriz (Tina Fey) de voz en la ceremonia inaugural de los Critics' Choice Super Awards, unos premios creados por la Broadcast Film Critics Association como alternativa a los Critics' Choice Awards para poder premiar la excelencia en los géneros de animación, ciencia ficción, fantasía, horror y acción. Con sus tres victorias, fue la película más galardonada del evento. Soul también fue considerada en los Critics' Choice Awards y ganó el premio a la mejor banda sonora. El 28 de febrero, se llevó dos premios en los Golden Globe Awards como mejor película animada y mejor banda sonora, con lo que fue la película más premiada de la ceremonia, empatando a Nomadland y Borat Subsequent Moviefilm.
En los premios Annie celebrados el 16 de abril, Soul fue la película más nominada con un total de diez candidaturas, así como la más galardonada con siete victorias, entre estas mejor película animada, mejor guion y mejor música. En los premios Óscar de 2021 obtuvo tres nominaciones. Logró ganar como mejor película animada, dando a Pixar su undécimo galardón en la categoría y tercero para Docter, quien se convirtió en el director más galardonado en la categoría; también ganó por mejor banda sonora, siendo la primera cinta animada en ganarlo desde Up (2009).